# Kloss' boszanger
De Kloss' boszanger (Phylloscopus ogilviegranti) is een zangvogel uit de familie Phylloscopidae.

## Verspreiding en leefgebied
Deze soort komt voor in Cambodja, China, Laos, Thailand en Vietnam en telt 4 ondersoorten:
- P. o. disturbans: zuidoostelijk China en noordwestelijk Vietnam.
- P. o. ogilviegranti: Fujian.
- P. o. intensior: zuidoostelijk Thailand en zuidwestelijk Cambodja.
- P. o. klossi: zuidelijk Indochina.